# 129e régiment d'infanterie (France)
Le 129e régiment d'infanterie (129e RI) est un régiment d'infanterie de l'Armée de terre française.
Il est créé sous la Révolution comme 129e demi-brigade de première formation puis comme régiment d'infanterie de ligne sous l'Empire entre 1811 et 1813. Recréé en 1873, il rejoint la garnison du Havre. Il participe à la Première Guerre mondiale, à la Seconde et à la guerre d'Algérie. Il est pendant la guerre froide stationné en Allemagne jusqu'à sa dissolution en 1977.

## Création et différentes dénominations
- 1793 : création de la 129e demi-brigade de première formation, avec l'amalgame des
  - 1er bataillon du 70e régiment d'infanterie (ci-devant Médoc)
  - 1er bataillon de volontaires de l'Hérault
  - 2e bataillon de volontaires de l'Hérault
- Lors de la réorganisation des corps d'infanterie français en 1796 la 129e demi-brigade est dissoute.
- 1811 : création du 129e régiment d'infanterie de ligne lors de l'annexion des côtes Nord-Ouest de l'Allemagne, à partir des
  - régiment d'Oldenbourg
  - détachement du régiment de la garde royale westphaliens
  - détachement du régiment de chasseurs de la garde royale westphaliens
  - 2e régiment d'infanterie de ligne westphalien
  - 3e régiment d'infanterie de ligne westphalien
  - 4e régiment d'infanterie de ligne westphalien
  - 5e régiment d'infanterie de ligne westphalien
  - 6e régiment d'infanterie de ligne westphalien
  - 1er régiment d'infanterie légère westphalien.
- 1813 : dissolution et incorporation au sein des 127e et 128e régiments d’infanterie de ligne.
- 1873 : 129e régiment de ligne.
- 1882 : 129e régiment d'infanterie.
- 1914 : à la mobilisation, il met sur pied son régiment de réserve, le 329e régiment d’infanterie.
- 1940 : Dissous.
- 1945 : 129e régiment d'infanterie.
- 1945 : Dissous.
- 1956 : 129e régiment d'infanterie.
- 1961 : 129e régiment d'infanterie motorisée.
- 1977 : Dissous.

## Chefs de corps
- 1793 : chef de brigade Saillet
- 1811 : colonel Jean-Daniel Freytag
- 1873 : colonel Grateaud
- 1880 : colonel Lemontagner
- 1885 : colonel Guerrier
- 1890 : colonel Champs
- 1892 : colonel Maurel
- 1895 : colonel Chamion
- 1898 : colonel Jean-Baptiste Charles Ménétrez
- 1902 : colonel Charles Antoine Grand d'Esnon
- 1904 : colonel C.L.E.A Feuchère
- 1909 : colonel Eon
- 1914 : colonel Salles
- 1914 : colonel Topar
- 1914 : Lt.colonel Thiry
- 1915 : Lt.colonel Denis-Laroque
- 1915 : colonel Martenet
- 1915 : Lt.colonel Valzy
- 1917 : Lt.colonel Genet
- 1917 : Lt.colonel Bonafont
- 1917 : Commandant Pourel
- 1917 : colonel Weiller
- 1920 : colonel Le Hagre
- 1927 : colonel Weiller
- 1929 : colonel Falgrade
- 1930 : colonel Parisot
- 1932 : colonel Ihler
- 1934 : colonel Millard
- 1938 : colonel Dunoyer
- 1939 : colonel Debeney
- 1940 : colonel Tachet des Combes
- 1940 : colonel Marescot du Thilleul
- 1945 : colonel Abraham
- 1945 : Lt.colonel Schmuckel
- 1956 : colonel de Pommery
- 1957 : Lt.colonel Cassannet
- 1958 : colonel Duffour
- 1960 : colonel Jacquin
- 1961 : colonel Jacquin
- 1962 : colonel Bertin
- 1964 : colonel Vaugien
- 1966 : colonel Nos
- 1968 : colonel Mahieu
- 1970 : colonel Mouterde
- 1971 : colonel Trapp
- 1973 : colonel Henry
- 1975 : colonel Petitdidier

## Historique des garnisons, combats et batailles du129eRIde ligne

### RévolutionetEmpire
- 1793 : col Noir, camp de Raous, col de Raous et camp des Fourches.
- 1794 : col de Cerise, Somma-Longa, Lantosque, Robillante, Roccavione, Boves et col de Frémamorte.
- 1795 : La Roquette et du Cairé, Vado, Zucarello, Campo-di-Preti, Petit-Gibraltar et Loano.
- 1796 : Roquebarbène et Laplanette.

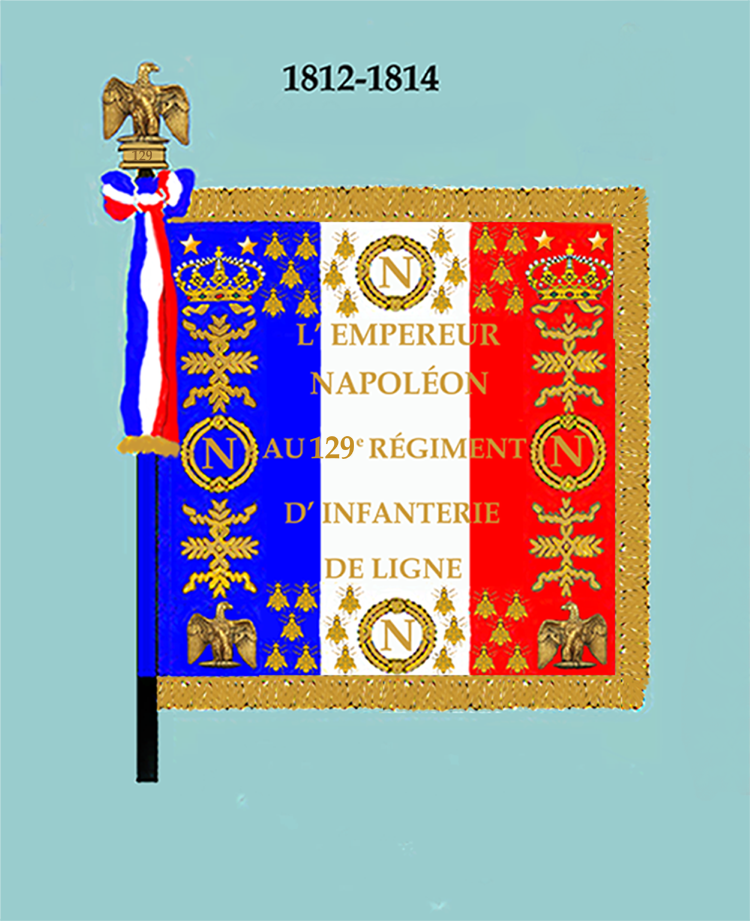
Drapeau modèle de 1812 (avers)
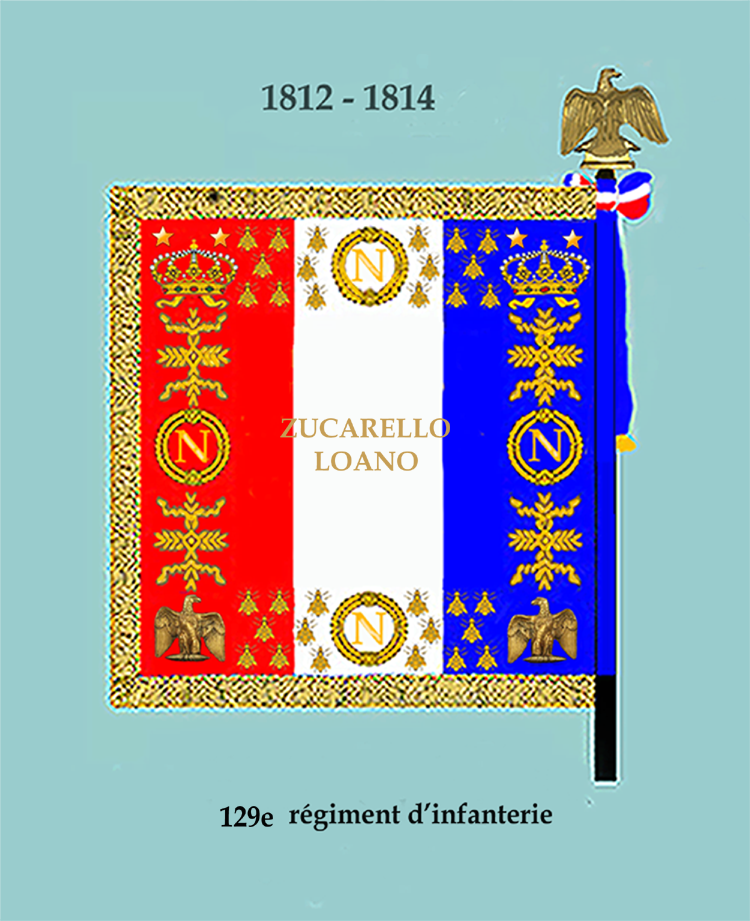
Drapeau modèle de 1812 (revers)

- 1812 : Krasnoï, Bérézina et Kowono.
- 1813 : Spandau

### De 1873 à 1914

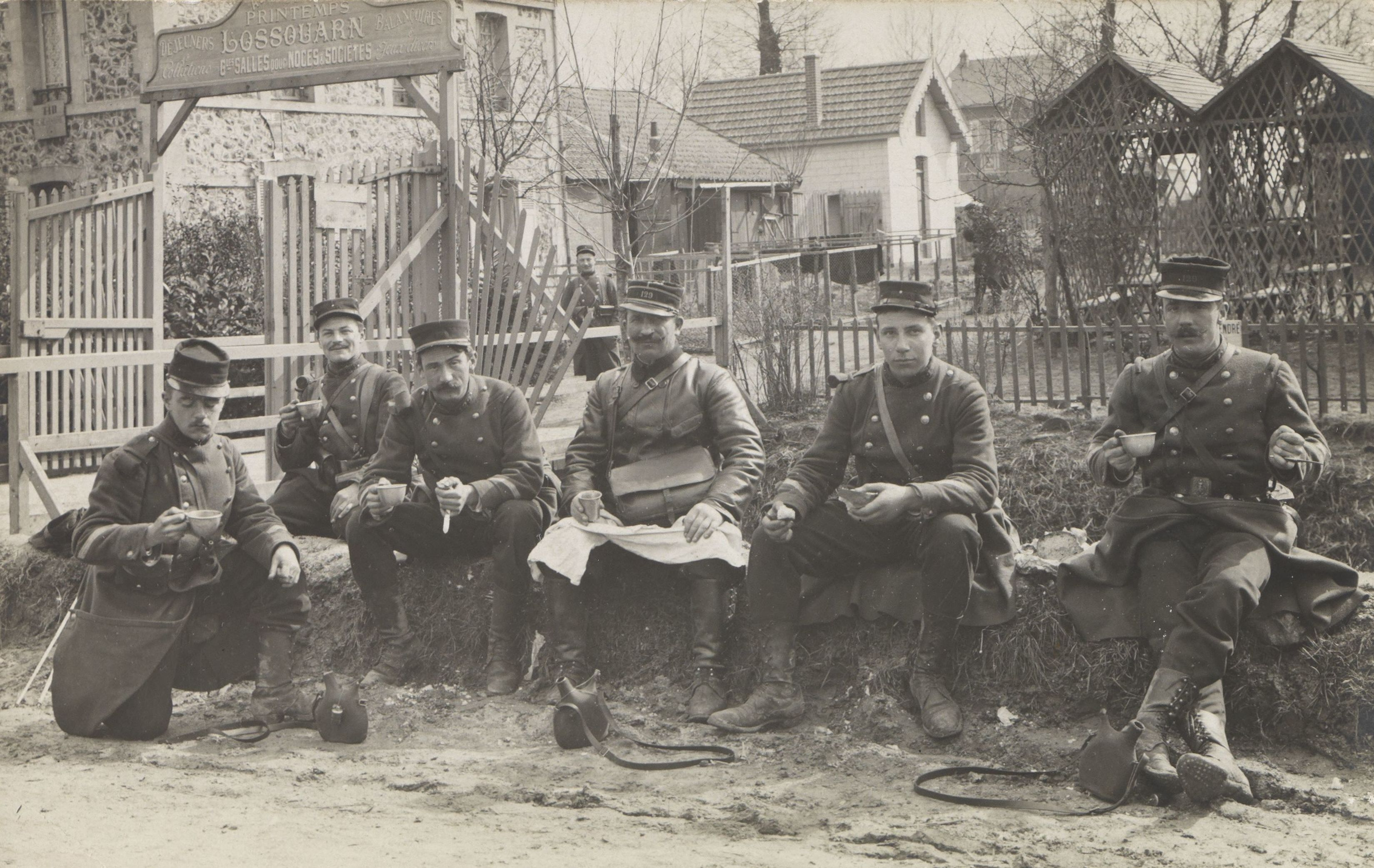
Soldats du en manœuvres peu avant la Guerre.

Le régiment est récréé en 1873.

### Première Guerre mondiale
Affectation : casernement Le Havre, 10e Brigade d'Infanterie, 3e Corps d'Armée.
- 5e Division d’infanterie d'août 1914 à mai 1917
- 69e Division d’infanterie de septembre 1917 à novembre 1918

#### 1914
- 24 août : Bataille de Charleroi.
- 29 août : Bataille de Guise.
- Bataille de la Marne (Bataille des Deux Morins): Courgivaux, Montmirail, Marchais.

#### 1915
- Offensive d'Artois :
- * 9 juin : Neuville-Saint-Vaast
- Seconde bataille de Champagne :
- * 25 septembre : Bois de la Folie

#### 1916
- Frise (Somme), Bataille de Verdun

#### 1917
- Lorraine secteur d'Azerailles...

#### 1918
- 9-12 juin : L'Aronde
- Aisne :
  - 28 août : Soissons
  - 5 septembre : Laffaux
  - « Le Général Commandant le 32e Corps félicite le 129e pour sa tenue au feu et son vigoureux esprit d'initiative. » Général Passaga, 1918.

### Entre-deux-guerres

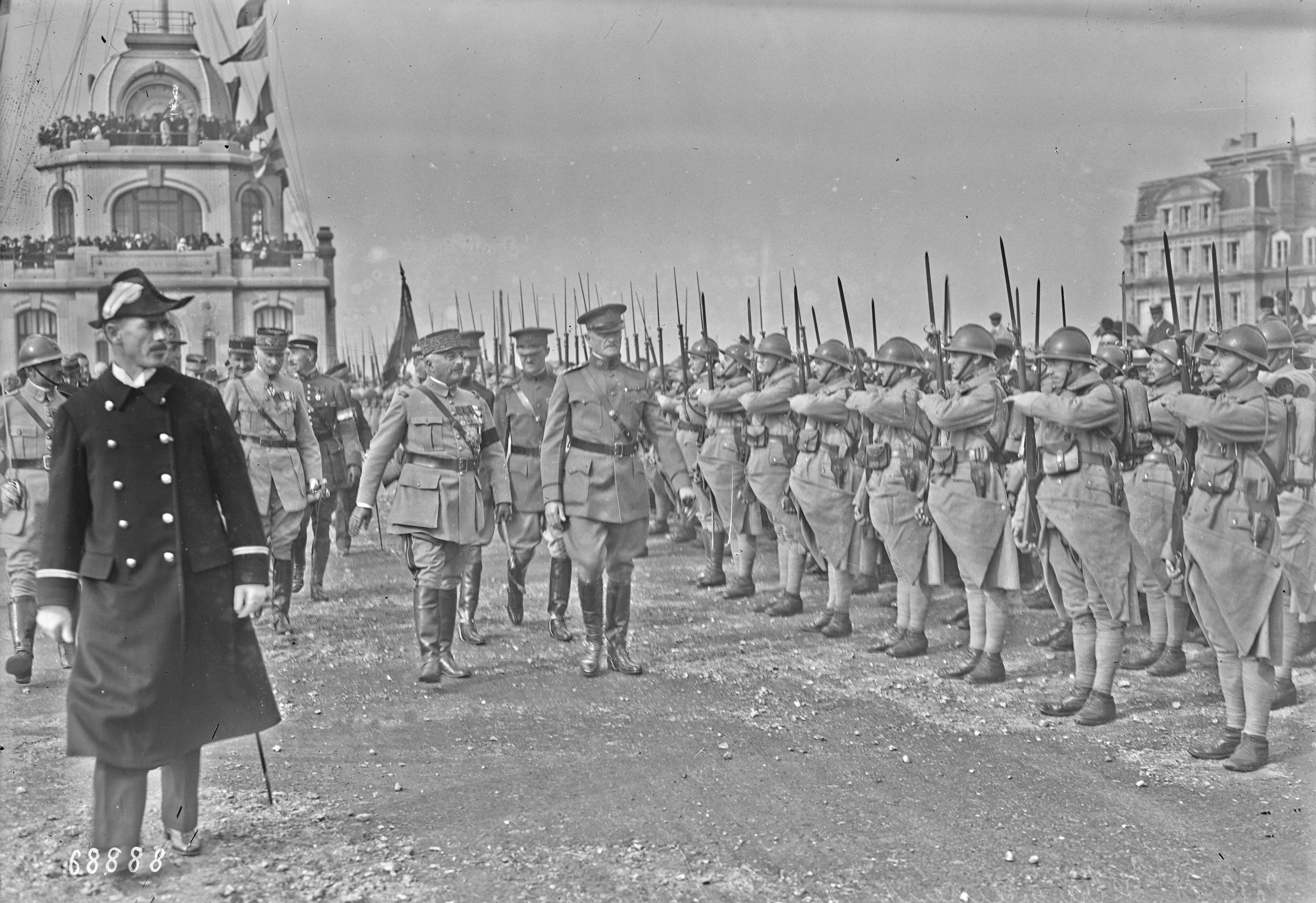
Le général Pershing (en casquette plate), accompagné du général Franchet d'Espèrey, passe en revue le le 21 septembre 1921 au Havre.

### Seconde Guerre mondiale
Le 129e régiment d'infanterie du lieutenant-colonel Tachet des Combes, appartient à la 5e division d'infanterie motorisée du général Boucher.
Dans le plan Dyle, la 5e DIM, rattachée au IIe corps d'armée de la 9e armée du général Corap, doit occuper la Meuse belge entre Dave et Anhée.
Le régiment s'installe à Évrehailles, le 12 mai. Le colonel Tachet des Combes est tué, isolé sur la rive est de la Meuse. Il est remplacé par le commandant Marescot du Thilleul.

### De 1945 à nos jours
Il participe à la guerre d'Algérie. Il devient régiment d'infanterie motorisé en 1961.

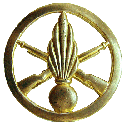
insigne de béret d'infanterie

En 1968, le 129e régiment d'infanterie motorisée, en garnison à Constance (RFA), a été scindé : alors qu'une partie a continué à porter le nom de 129e RI et est restée à Constance, sous les ordres du colonel Nos, l'autre partie, commandée par le lieutenant-colonel Henri Renault, a pris le nom et les traditions du 3e régiment d'infanterie, créé à Radolfzell (RFA), où il a remplacé le 42e régiment d’infanterie, qui avait fait mouvement sur Wittlich (RFA).

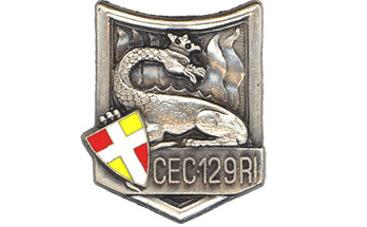
Insigne du centre d'entrainement commando du 129e régiment d'infanterie.
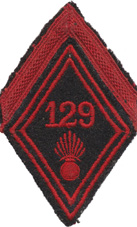
Insigne du losange de bras de 1er classe du 129e régiment d'infanterie.

## Inscriptions portées sur le drapeau du régiment

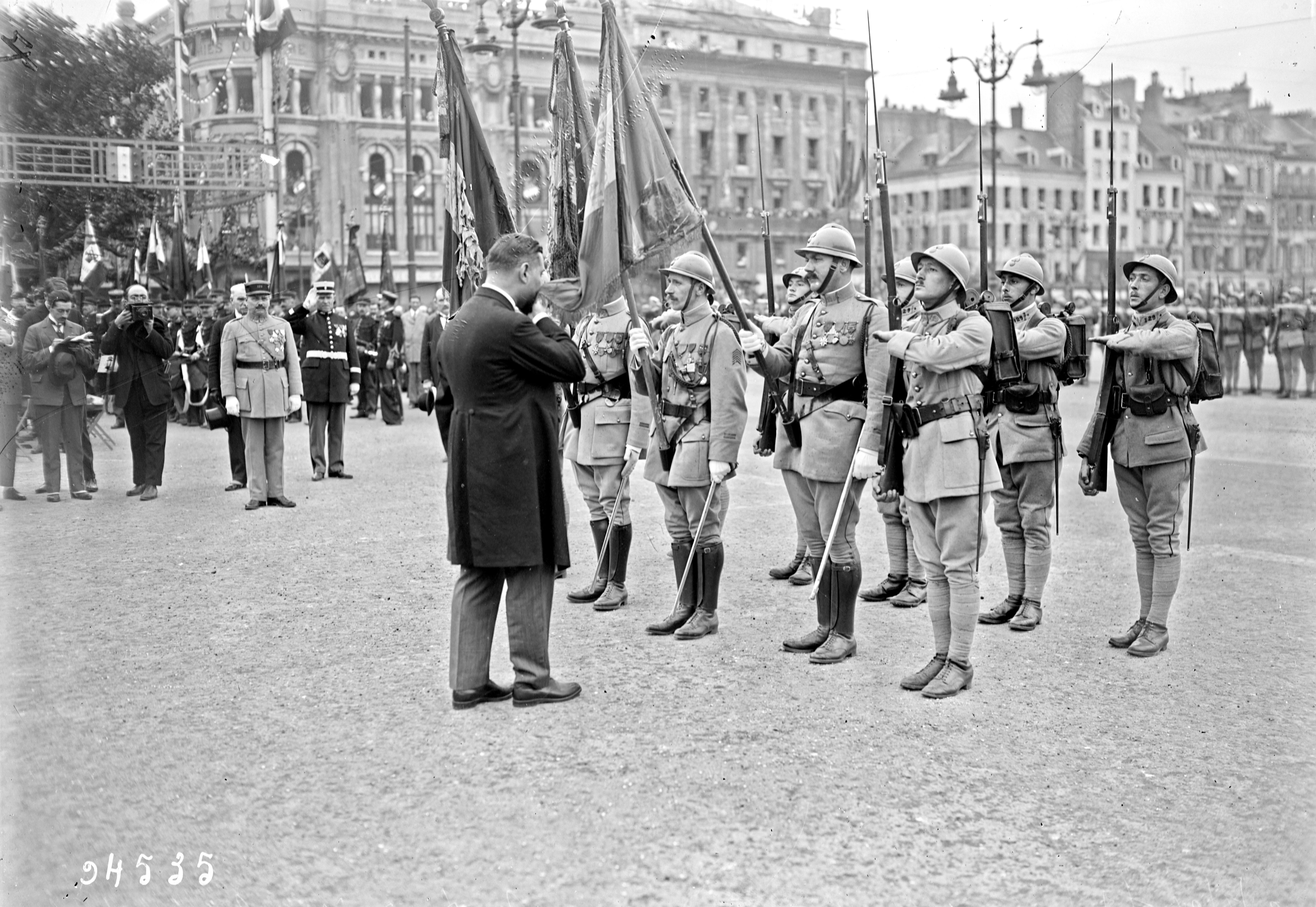
Le drapeau du et sa garde salués par Jacques-Louis Dumesnil, ministre de la Marine, le 3/8/1924.

Il porte, cousues en lettres d'or dans ses plis, les inscriptions suivantes, :
- Zucarello 1795
- Loano 1795
- Krasnoï 1812
- La Bérézina 1812
- La Marne 1914
- Verdun 1916
- Le Matz 1918
- AFN 1952-1962

## Décorations
Sa cravate est décorée de la Croix de guerre 1914-1918  avec 3 palmes.
Il a le droit au port de la fourragère aux couleurs du ruban de la croix de guerre 1914-1918.

## Devise
En 1914-1918 : 

En 1963 : 

## Personnalités ayant servi au129eRI
- Henri Gérard (1859-1908), chef de bataillon, promoteur du cyclisme militaire, fondateur des compagnies cyclistes et co-inventeur de la bicyclette pliante "Gérard".
- Marcel Caplet
- Henri Marais (1881-1940), résistant français, Compagnon de la Libération, engagé au régiment pendant la 1re Guerre mondiale.
- René Coty (1882-1962), président de la république française de 1954 à 1959, engagé au régiment pendant la 1re Guerre mondiale.
- Georges Taconet (1889-1962), compositeur.
- Henri Gaudier-Brzeska (1891-1915), sculpteur, tué au combat dans les rangs du régiment en 1915.
- Raphaël Folliot (1896-1979), officier français, Compagnon de la Libération, engagé au régiment pendant la 1re Guerre mondiale.
- Andre Camus (1897-1984), officier français engagé volontaire pendant la 1re Guerre mondiale.
- Robert Leblanc (1910-1956), résistant chef de maquis puis commandant le 1er bataillon de marche de Normandie en 1944, qui sera intégré par la suite au 129e RI.

## Refrain
« Marcher n'est rien, vaincre c'est tout. »

## Sources et bibliographie
- Bibliographie fournie par le musée du château de Vincennes.
- Général Serge Andolenko Recueil d'Historiques de l'Infanterie Française ( - Eurimprim 1969).
- « Parcours et historique des Régiments d'Infanterie durant 14-18 », sur chtimiste.com, janvier 2021
- Galit Haddad : « Le 'refus du refus' en 1917. Les non-mutins du 129e régiment d'infanterie face aux soldats mutinés », Histoire@Politique. Politique, culture, société, No 6, septembre-décembre 2008
- Bruno Barrier : Les chasseurs cyclistes au combat (Cambrésis Terre d'Histoire 2017)
- Historique du 129e Régiment d'Infanterie - Campagne 1914-1919
- Frederic B. Brand: Die Heldenschlacht. Das 129e Régiment d'Infanterie de Ligne "D'Oldenbourg" im Russlandfeldzug Napoleon I. 1812/13, Oldenburg (Isensee) 2003 (Schriftenreihe: Oldenburger Studien Band 50).  (ISBN 3-89598-970-3)